# Clotilde in abito da sera
Clotilde in abito da sera (in castigliano Clotilde con traje de noche; in catalano Clotilde amb vestit de nit) è un'opera di Joaquín Sorolla y Bastida dipinta a olio su tela, che misura 150 x 105 centimetri. Datata all'anno 1910, fa parte della collezione del museo Sorolla di Madrid, dove è esposta.

## Descrizione
Il quadro è un ritratto della moglie dell'artista, Clotilde García del Castillo, con il busto eretto e il braccio sinistro poggiato sulla vita. La donna è seduta su una poltrona rivestita di damasco rosa dallo schienale alto, sul bracciolo della quale è poggiato uno scialle di colore bianco. Anche lo sfondo del dipinto è rosa. Clotilde porta un fiore bianco tra i capelli e una collana di perle al collo. Ella indossa un abito da sera nero e scollato che dimostra la buona posizione sociale della quale famiglia godeva in quel periodo. Durante i suoi viaggi all'estero, Sorolla acquistava spesso dei vestiti e degli accessori all'ultima moda, e questi sono presenti nei ritratti successivi.
Clotilde, che il pittore valenzano sposò nel 1888, fu la modella principale per molte delle sue opere, che vanno dai primi anni del matrimonio fino agli anni maturi della coppia, in varie pose e ambientazioni. Clotilde appare in molte altre opere del pittore assieme ad uno dei suoi figli, oppure assieme a tutti loro. Questi ritratti servirono al pittore come prove per le commissioni, e gli servirono anche per sperimentare la sua arte. Degli altri ritratti di Clotilde realizzati da Sorolla sono, per esempio: Clotilde con un abito nero (1906), Clotilde García del Castillo, Clotilde con mantilla negra, Clotilde con gato y perro, Clotilde vestida de blanco, Clotilde en la playa, Clotilde seduta su un sofà, Perfil de Clotilde, Clotilde con traje gris, Ritratto di Clotilde, e altre opere.